# آفتاب إقبال
آفتاب إقبال (بالأردوية: آفتاب اقبال؛ بالإنجليزية: Aftab Iqbal) هو صحفي باكستاني، ولد في 19 سبتمبر 1961 في أوكارا في باكستان.

## وصلات خارجية
- الموقع الرسمي
- آفتاب إقبال على موقع IMDb (الإنجليزية)